# Sicalis mendozae
El jilguero del Monte o  chirigüe de Monte (Sicalis mendozae), es una especie de ave paseriforme de la familia Thraupidae perteneciente al género Sicalis. Es endémico de Argentina.

## Taxonomía, distribución y características

### Descripción original
Esta especie fue descrita originalmente en el año 1888 por el zoólogo inglés Richard Bowdler Sharpe bajo el nombre científico de Pseudochloris mendozae, la localidad tipo es «Mendoza, Argentina».

### Etimología
El nombre genérico femenino Sicalis proviene del griego «sikalis, sukalis o sukallis»: pequeño pájaro de cabeza negra, mencionado por Epicarmo, Aristóteles y otros, no identificado, probablemente un tipo de curruca Sylvia; y el nombre de la especie «mendozae» se refiere a la localidad tipo: Mendoza, Argentina.

### Historia taxonómica
Generalmente se la ha considerado una subespecie de Sicalis olivascens, la cual habita en las alturas andinas desde Perú, el oeste de Bolivia, el noreste de Chile hasta el noroeste de Argentina. Recién en el año 2012, una investigación demostró que ambos taxones pertenecen a especies separadas, con base en datos sobre su morfología, vocalizaciones, ecología y distribución.
El Comité de Clasificación de Sudamérica (SACC) la reconoció como especie separada en la Propuesta N° 539 de agosto de 2012.

### Morfología
El tamaño de S. mendozae es un 10 % menor que S. olivascens, no habiendo solapamiento en medidas del ala ni del pico; su peso promedio representa el 80 % del peso de S. olivascens. En comparación con S. olivascens, el macho adulto de S. mendozae en el periodo reproductivo es considerablemente más brillante que el de S. olivascens; además carece de cualquier matiz oliváceo en la garganta y el pecho, faltando asimismo las rayas o moteado dorsal. La rabadilla es de un tono oliva más brillante.
En plumaje nuevo el macho fuera del periodo reproductivo es similar al plumaje de otras cuatro especies de Sicalis, de los cuales difiere apenas sutilmente. La hembra de S. mendozae presenta una apariencia más cercana a la de la alopátrica Sicalis lebruni, de la que puede ser separada principalmente por la rabadilla oliva. 

### Vocalizaciones
El canto, complejo, y las llamadas de S. mendozae son claves para diferenciarlo, a pesar de que también imita a algunas otras especies de aves. 
En el análisis de 2012, se comparó el sonograma del canto de un macho S. olivascens chloris de Putre, en el extremo norte de Chile con el de un macho de S. o. olivascens grabado en la cuesta de Randolfo, Catamarca, Argentina, con más de 1000 km en línea recta entre los dos; ambos registros resultaron notablemente similares. Por el contrario, el último registro se lo comparó con un registro también catamarqueño de un macho de S. mendozae de Hualfín, a solo 50 kilómetros del anterior. Ambos difieren radicalmente. Las vocalizaciones de S. mendozae permanecen diagnosticables a lo largo de los cerca de 900 km que median entre Hualfín y el cajón del Atuel, Mendoza, Argentina. 

### Ecología y distribución

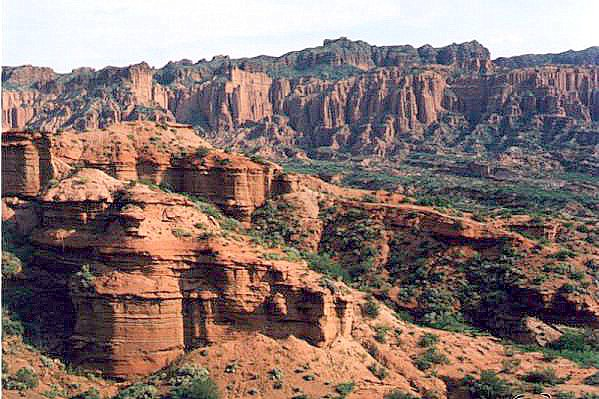
El parque nacional Sierra de las Quijadas, San Luis; ejemplo de hábitat de esta especie.

S. mendozae es endémica del oeste de la ecorregión terrestre del monte de sierras y bolsones en el oeste de la Argentina, en las provincias de: Tucumán (oeste), Catamarca, La Rioja, San Juan, San Luis hasta el sur de Mendoza. No es migratorio, tan solo realiza movimientos altitudinales, descendiendo a cotas más bajas durante el invierno.
Habita en barrancas, bardas, y zonas áridas de baja altitud, siendo alopátrico con S. olivascens, la que habita en matorrales, pastizales y estepas altoandinas.  
Se alimenta de semillas, brotes de hierbas, pequeños frutos y hasta de insectos. Está protegido en el parque nacional Sierra de las Quijadas. 

### Relaciones filogenéticas
Juzgando su plumaje y las características de sus vocalizaciones, S. mendozae parece estar más estrechamente vinculada a S. lutea o S. lebruni que a S. olivascens. De S. lebruni se la ha propuesto como especie hermana.